# Isabel Marant
Isabel Marant (Boulogne-Billancourt, 12 april 1967) is een Franse modeontwerper, eigenaar van het gelijknamige modemerk. Ze won de Award de la Mode (1997), de Whirlpool Award voor beste vrouwelijke ontwerper (1998), Fashion Designer of the Year bij British Glamour's Women of the Year Awards (2012). Ze werd uitgeroepen tot Hedendaags Designer van het Jaar bij de Elle Style Awards in 2014. Haar samenwerking met H&M in 2013 was zo succesvol dat de website van het bedrijf crashte onder de vraag en de collectie binnen 45 minuten was uitverkocht. Beroemdheden die de ontwerpen van Marant dragen, zijn Alexa Chung, Katie Holmes, Victoria Beckham, Kate Moss, Sienna Miller, Kate Bosworth en Rachel Weisz .

## Leven
Isabel Marant werd geboren op 12 april 1967 in Boulogne-Billancourt, haar vader was Frans en haar moeder Duits. Haar ouders scheidden toen Marant zes was. Ze woonde daarna bij haar vader die later hertrouwd was. In de kindertijd wilde Marant geen ontwerper worden en droomde ervan dierenarts te worden. Ze weigerde jurken te dragen en nam alternatieve outfits mee naar school in een plastic tas. Op 14-jarige leeftijd had Marant een kapsel zoals dat van Patti Smith en droeg op maat gemaakte herenkleding. In 1982 vroeg ze haar vader een naaimachine voor haar te kopen en begon ze kleding te maken van afgedankte kleding en stof. Al snel vroegen haar vrienden haar om kleding voor hen te ontwerpen. Op haar 15e was Marant gek op Vivienne Westwood en ze werkte als oppas om iets te kunnen kopen in de winkel van Westwood in Parijs.  
Tussen 16 en 18 ging Marant uit met Christophe Lemaire, de creatief directeur van Hermès en de ontwerper van zijn eigen modelijn. Samen ontwierpen ze kleding onder het merk Allée Simple en verkochten deze via een Le Depot- winkel in Parijs die hen betaalde wanneer kleding werd verkocht. De kleding verkocht zo goed dat Marant haar plannen herzag om economie te studeren. Van 1985 tot 1987 studeerde Marant mode aan Studio Berçot, een Parijse modeschool.
Marant is getrouwd met de ontwerper Jérôme Dreyfuss. Hun zoon, Tal, werd geboren in 2003. Het gezin woont in Belleville, een buitenwijk van Parijs. Het grootste deel van hun weekend brengt het gezin door in een huisje zonder elektriciteit en zonder warm water in Fontainebleau, 50 km van Parijs.

## Carrière

### Vroege carrière
In 1987, na haar studie, werkte Marant samen met de Parijse ontwerper Michel Klein . Later werkte ze ook samen met Bridget Yorke aan twee collecties en assisteerde artdirector Marc Ascoli bij verschillende projecten voor Chloé, Martine Sitbon en Yohji Yamamoto . Het was voor Marant frustrerend om in andere modehuizen te werken en al snel besloot Marant haar eigen weg te gaan. In 1989 lanceerde ze haar eigen sieradenlabel en in 1990 lanceerde ze met haar moeder een gebreid label "Twen".

### Isabel Marant
In 1994 lanceerde ze haar gelijknamige merk: Isabel Marant. Het volgende jaar, in 1995, toonde ze haar eerste collectie op Paris Fashion Week met haar vrienden als modellen. In 1997 won Marant de Award de la Mode en in 1998 de Whirlpool Award voor beste vrouwelijke ontwerper. Sinds de oprichting van haar label is haar omzet elk jaar met 30% gestegen.
In 1998 opende ze de eerste winkel aan de Rue Charonne, in het oosten van Parijs. In hetzelfde jaar begon ze een samenwerking met het Franse postcatalogusmerk La Redoute en waarvoor ze gastcollecties ontwierp. Ook lanceerde ze een nieuwe lijn in Japan genaamd I * M. In 1999 debuteerde Marant een diffusielijn, Étoile van Isabel Marant, op de prêt-à-porter-shows in Parijs en het jaar daarop introduceerde de eerste volledige Étoile-collectie. Etoile was bedoeld om betaalbaarder en casualer te zijn dan het kenmerkende merk. De tweede winkel werd geopend in Saint-Germain-des-Prés in 1999, gevolgd door de derde in de Marais in 2007 en de vierde in de 16 e arrondissement in 2012.
In 2004 lanceerde Marant een kinderkledinglijn en een pop-upboetiek in het warenhuis Printemps in Parijs. Ze werkte ook samen met Anthropologie aan een collectie in 2006. In hetzelfde jaar opende ze een boetiek in Hong Kong en in 2010 opende ze haar eerste Amerikaanse boetiek in New York. De algemeen directeur van Marant meldde dat de omzet voor 2011 66 miljoen euro bedroeg, een stijging van 44% ten opzichte van 2010.
In 2012 ontving Marant de Fashion Designer of the Year bij de Women of the Year Awards van British Glamour.
In 2013 werkte Isabel Marant samen aan een designcollectie voor de modeketen H&M . De lijn was binnen 45 minuten online uitverkocht en zorgde ervoor dat de website van de retailer crashte. In haar samenwerking met H&M zei Marant: "Het mooie van H&M is dat ze niet willen proberen een goedkope versie van je eigen collectie te maken ... Ze respecteren echt het DNA van ontwerpers." De kleding werd beschreven als een "combinatie van androgyne chic en Boheemse nonchalance."
In 2014 werd Isabel Marant uitgeroepen tot Hedendaags Designer van het Jaar bij de Elle Style Awards in 2014.
Vanaf 2019 heeft het bedrijf 13 winkels wereldwijd in steden zoals Parijs, Rome, New York, Tokio, Hong Kong, Seoul, Los Angeles, Beijing, Madrid, Beiroet en Londen en heeft het winkels in meer dan 35 landen.

### Stijl
Toen Marant mode studeerde bij Studio Berçot, zei de directeur: "Je moet niet willen dat anderen dingen dragen die je zelf niet draagt" en deze zin werd haar motto. Marant-collecties zijn gebaseerd op verschillende eenvoudige stukken zoals een strakke en rechte broek; zachte en ongestructureerde shirts en blouses; evenals op maat gemaakte jassen en jassen. Haar kleding is vaak verfraaid met prints, franjes, borduursels, studs of kant. Met de typische outfit van Marant kan de drager tussen boho en rock chic zijn met een losse blouse en een bijgesneden leren broek. De collecties veranderen nooit radicaal, waardoor het gemakkelijk is om stukken uit verschillende seizoenen te combineren.
Marant heeft high-top sneakers met verborgen hak ontworpen die de benen verlengen en ervoor zorgen dat de voeten klein lijken en tegelijkertijd comfortabel blijven. Ze werden de meest doordringende trend van het merk met een miljoen verkochte exemplaren.